# Andreu Capella
Andreu Capella (València, 1529 - Sanaüja, la Segarra, 22 de setembre de 1610) fou un escriptor i teòleg jesuïta, després cartoixà, bisbe d'Urgell i copríncep d'Andorra.

## Biografia
Estudià teologia en la Universitat de Gandia i es va doctorar en la d'Alcalá. Ingressà en la Companyia de Jesús el 1545, i ensenyà al Col·legi de Sant Pau de València, del qual arribà a ser rector. Feu el noviciat en la cartoixa de Portaceli el 1567, i en tornar d'una estada que feu a Roma cridat pel general dels jesuïtes Francesc de Borja per a ensenyar teologia en el Collegio Romano, el 1570 prengué l'hàbit en la cartoixa d'Escaladei. Per la fama de la seua saviesa teològica va ser reclamat a ocupar el càrrec de prior en la cartoixa de Portaceli (1574), en la d'Escaladei (1575 i 1584-1586), en la del Paular (1576), en la de Sant Martí de Nàpols (1579) i en l'Ambrosiana de Milà (1581-1584), i així mateix exercí el de visitador apostòlic. El 1588, a proposta de Felip II, va ser nomenat bisbe d'Urgell. En aquesta seu va ser auxiliar seu Josep de Calassanç. L'ocupà fins a la seua mort, i en aquest període, per tal de contrarestar la influència dels hugonots que hi venien de França, va convocar quatre sínodes, en 1589, 1597, 1599 i 1601, i hi va fundar el col·legi de jesuïtes Sant Andreu i un seminari per a la formació de nous capellans.
El Libro de oración i el Manual de consideraciones, les seues obres més famoses, van ser traduïdes i reeditades diverses vegades tant en castellà com en traduccions al llatí, al francés, a l'alemany i a l'italià. En la col·lecció de Sermons dels diumenges, d'acord amb les directrius del concili de Trento pel que fa a la catequesi i la predicació, proposà als rectors de les parròquies «un estil fàcil i pla per a que tots ho puguen entendre», sense artificiositats, conforme a la capacitat dels oients, i en la llengua vulgar i materna.

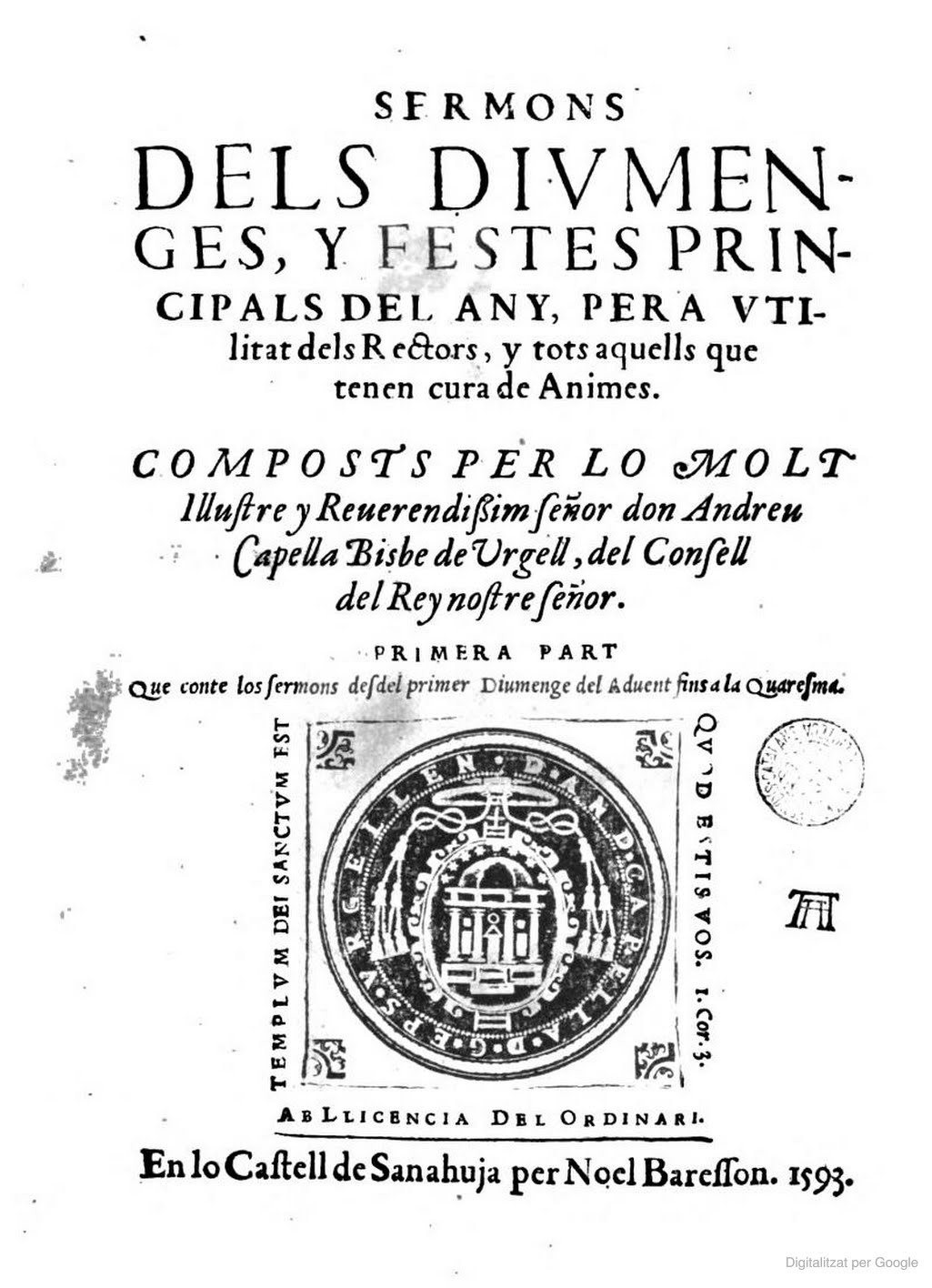
Portada de l'obra Sermons dels diumenges, y festes principals del any, per a utilitat dels Rectors, y tots aquells que tenen cura de Animes, d'Andreu Capella. En lo Castell de Sanahuja per Noel Baresson. 1593

## Obres
- Libro llamado Consuelo de nuestra peregrinacion, de grande utilidad y consolación para todos los fieles, en que se trata de la dignidad y excellencia de la religión christiana, Lleida, 1574
- Libro de oración (dividit en tres llibres: I. Consideraciones sobre los Evangelios de todos los domingos del año y algunas fiestas principales; II. Consideraciones sobre los Evangelios de todas las ferias de la Quaresma; III. Consideraciones sobre los Evangelios de las fiestas principales de los santos que entre año celebra la Iglesia. Saragossa, 1577
- Manual de consideraciones y exercicios espirituales, Lleida, 1575
- Commentaria in Ieremiam prophetam quibus latina vulgata editio dilucidatur, & cum hebraico fonte & septuag. editione & paraphrasi chaldaica confertur, Escala Dei, 1586
- Sermón en las fiestas de San Raimundo de Peñafort por su canonización que hizo la ciudad de Barcelona, Barcelona, 1601
- Sermons dels diumenges, i festes principals del any, per a utilitat dels rectors, y tots aquells que tenen cura de ànimes (2 volums), Castell de Sanaüja, 1593 i 1594
- Carta o colloquio de Christo Nuestro Redemptor al ánima devota (traducció del Jesu Christi ad animam sibi devotam epistola seu alloquium del cartoixà alemany J. Lanspergi), Saragossa, 1573

### Manuscrits inèdits
- Vida y excelencias de María Santíssima señora nuestra
- Vida de San Juan Baptista
- Tratado de la verdad de la fee, 2 vols.

## Nota
1. ↑  Les dates de naixement i de mort d'Andreu Capella són difícils de determinar. Vicent Ximeno no esmenta la data de naixement, però sí la de la mort: el 22 de setembre de 1610,[1] i aquesta és la que confirma Florensa,[2] malgrat que en el títol del mateix llibre encara el fa morir el 1609, com la majoria dels altres autors moderns, entre els quals Ildefonso Gómez,[3] Vicent Pitarch[4] i Santiago Cantera,[5] però segons aquest darrer no el 22 sinó el 12 de setembre. Quant a l'any del naixement, tradicionalment s'ha afirmat que fou el 1529; però Florensa, partint de dades provinents de fonts jesuïtes de l'època, calcula que degué nàixer el 1538, probablement a l'agost.[6]